# Алампиев, Пётр Мартынович
Пётр Мартынович Алампиев (15 января 1900 года, с. Ивановка, Волчанский уезд, Харьковская губерния — 1991) — советский экономико-географ, доктор экономических наук (1956). Участник Великой Отечественной войны, ветеран Советской Армии (1941—1950). Полковник в отставке. Работал в Институте экономики мировой социалистической системы АН СССР (Завсектором международного разделения труда), в издательстве «Советская энциклопедия», член редакционной коллегии, принимал участие в издательстве энциклопедий (Географический энциклопедический словарь: Понятия и термины и др.). Исследования главным образом по общим вопросам экономической географии, экономической географии Казахстана, международному социалистическому разделению труда.

## Биография
До войны работал в Ленинградском коммунистическом университета имени Г. Е. Зиновьева (сейчас Северо-Западный институт управления), в 1928 году заведующим кафедрой географии, доцент
В октябре 1941 года добровольцем ушёл на фронт. Место призыва: Московская обл., г. Москва, Красноармейский район. Дата окончания службы: 01.12.1950, воинское звание: полковник.

## Награды
Медаль «За отвагу» (1941), Орден Красной Звезды (1943, 1945), Орден Красного Знамени (1944), Орден Отечественной войны II степени (1944), Орден Красной Звезды (1945), Орден Отечественной войны I степени (1945, 1985), Медаль «За победу над Германией в Великой Отечественной войне 1941—1945 гг.».